# Roman Janisławski
Roman Janisławski (ur. 1897 w Dubnie, zm. 21 listopada 1981 w Łodzi) – polski dziennikarz, publicysta, poeta, redaktor naczelny „Głosu Wołynia”.

## Życiorys
Był redaktorem naczelnym wydawanego w Dubnie w latach 30. XX w. „Głosu Wołynia”, następnie do 1939 był redaktorem naczelnym tygodnika „Wołyń”. W 20-leciu międzywojennym był również korespondentem Polskiej Agencji Telegraficznej, zaś po II wojnie światowej kierownikiem oddziału łódzkiego Polskiej Agencji Prasowej. Był autorem trzynasto– i dziewiętnastozgłoskowców publikowanych w „Zniczu”, odwołujących się do sztuki i literatury związanej z Wołyniem.
Został pochowany w części ewangelicko-augsburskiej Starego Cmentarza w Łodzi (sektor 2_L1, rząd 1, nr grobu 30).

## Odznaczenia
- Krzyż Kawalerski Orderu Odrodzenia Polski[4],
- Złoty Krzyż Zasługi (1954) – za zasługi w pracy w dziedzinie j w dziedzinie prasy i publicystyki[6],
- Srebrny Krzyż Zasługi[4].